# Simón Archilla y Espejo
Simón Archilla y Espejo   (Murtas, 1836 - 29 d'agost de 1890) és un matemàtic espanyol, acadèmic de la Reial Acadèmia de Ciències Exactes, Físiques i Naturals.
Es doctorà en ciències a la Universitat Complutense de Madrid. Després fou catedràtic de matemàtiques a la Universitat de Barcelona i posteriorment catedràtic de càlcul infinitesimal a la Universitat Central de Madrid. Sobre aquesta disciplina publicà nombrosos treballs. En 1881 fou escollit acadèmic de la Reial Acadèmia de Ciències i Arts de Barcelona i en 1886 de la Reial Acadèmia de Ciències Exactes, Físiques i Naturals, on ingressà en 1888 amb el discurs Concepto y principios fundamentales del Cálculo infinitesimal.

## Obres
- Principios fundamentales del cálculo diferencial (1880)